# Shigou
Shigou (kinesiska: 石狗) är en köping i sydöstra Kina. Den ligger i Sihui i staden Zhaoqing i provinsen Guangdong, omkring 76 kilometer väster om provinshuvudstaden Guangzhou. Antalet invånare är 16 170. Befolkningen består av 7 812 kvinnor och 8 358 män. Barn under 15 år utgör 18,0 %, vuxna 15-64 år 67 %, och äldre över 65 år 14,0 %.